# Geografia do Azerbaijão
O Azerbaijão limita a norte com a Geórgia e a Rússia, a leste com o Mar Cáspio, do outro lado do qual se encontram as costas do Turquemenistão, a sul com o Irão e a oeste com a Armênia e a Geórgia. Inclui também o exclave de Naquichevão. As montanhas da cordilheira do Cáucaso ocupam a metade do território; no centro encontra-se o vale do Cura-Aras e no sudeste o vale de Lenkoran.
O clima, temperado continental, é seco nas montanhas e úmido nas planícies. As temperaturas variam com a estação do ano. Nas terras baixas do sudeste, as temperaturas médias variam entre 4 °C no inverno e 27 °C no verão. Nas cadeias montanhosas do norte e do ocidente, as temperaturas variam entre -7 °C no inverno e 13 °C no verão. Seus rios principais são o Cura e o Aras. A vegetação de estepes áridas e semidesérticas é combinada com prados tipo alpinos. As montanhas estão cobertas por matas.
O país tem importantes jazidas de petróleo, cobre e ferro.

## Localização
Localização - Sudoeste da Ásia, nas margens do mar Cáspio, entre o Irão e a Rússia
Coordenadas geográficas - 40º 30' N, 47º 30' E
Referências cartográficas - Comunidade de Estados Independentes
é um país interior (o mar Cáspio é na realidade um lago)

## Fronteiras
Área
- total - 86 600 km²
- terra - 86 100 km²
- água - 500 km²
- nota - inclui o exclave de Naquichevão e a região de Alto Carabaque; a autonomia desta região foi abolida pelo Soviete Supremo do Azerbaijão a 26 de Novembro de 1991, e depois da guerra com a Armênia passou, com algum território anexo, a estar sob controlo armênio.

Fronteiras terrestres
- total - 2 013 km
- países fronteiriços
  - Irão - 1 132 km (com o Azerbaijão propriamente dito - 432 km; com Naquichevão - 700 km)
  - Armênia - 787 (com o Azerbaijão propriamente dito - 566 km; com Naquichevão - 221 km)
  - Geórgia - 322 km
  - Rússia - 284 km
  - Turquia - 9 km (com Naquichevão)

Costa - 0 km (país interior)
- nota - o Azerbaijão tem litoral no mar Cáspio com aprox. 800 km de extensão

## Hidrografia
Reivindicações marítimas - não tem (país interior)

## Clima
Clima - temperado continental

## Relevo

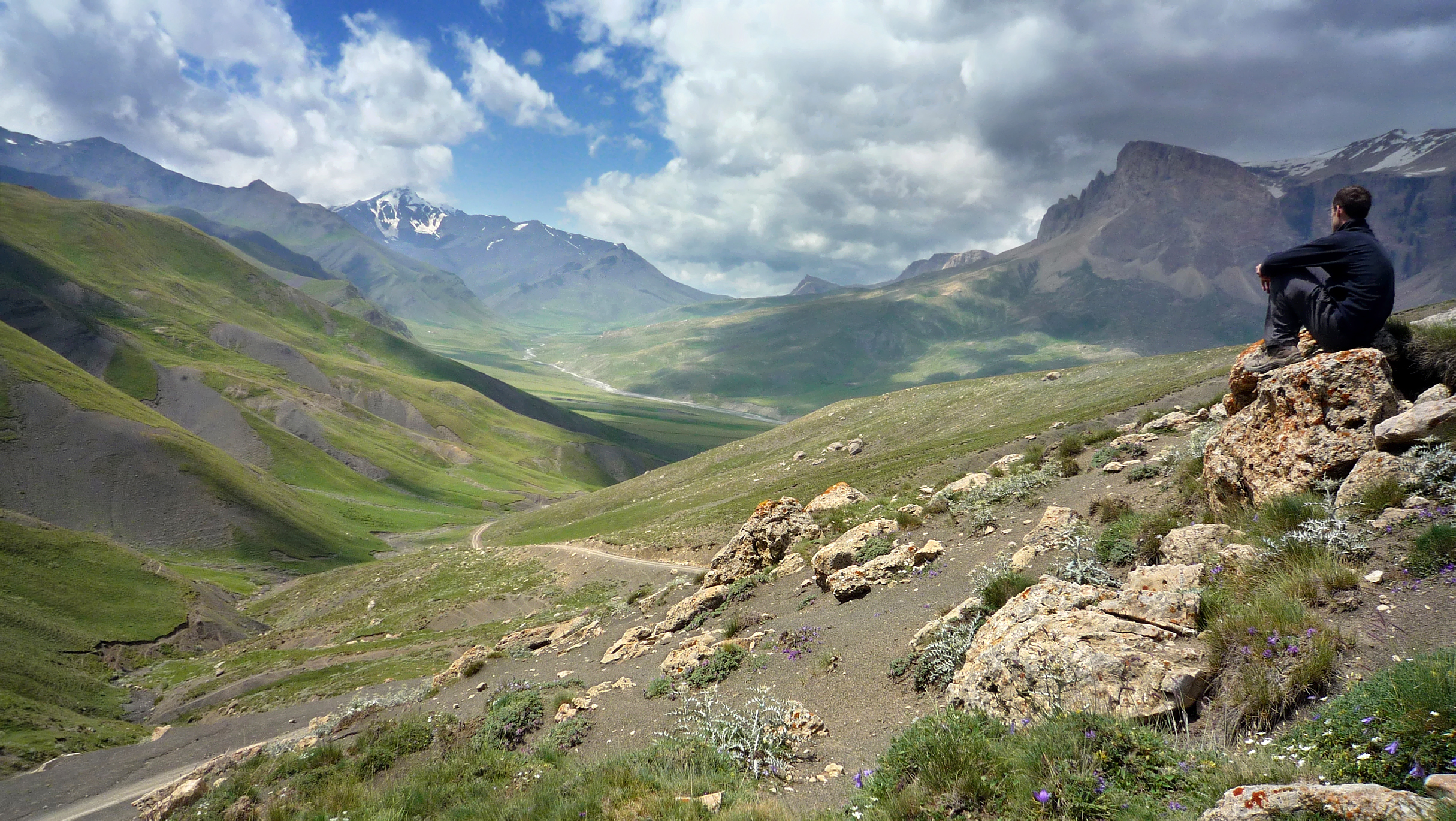
Paisagem do vale Quinalugue

Terreno - o grande planície de Cura-Aras (a maioria situada abaixo do nível do mar) com as montanhas do Cáucaso a norte, o planalto de Carabaque a oeste; Bacu fica na península de Apsheron, que penetra no mar Cáspio.
Extremos de elevação
- ponto mais baixo: mar Cáspio - -28 m
- ponto mais elevado: Bazarduzu Dagi - 4 485 m

## Meio ambiente
Perigos naturais - secas; algumas áreas de baixa altitude ameaçadas com o aumento do nível do mar Cáspio.
Ambiente - problemas atuais - os cientistas locais consideram que a península de Apsheron (incluindo Bacu e Sumqayit) e o mar Cáspio são a área de maior devastação ecológica do mundo devido à severa poluição do ar, da água e dos solos; a poluição dos solos resulta do uso de DDT como pesticida e também dos desfoliantes tóxicos usados na produção de algodão.
Ambiente - acordos internacionais
- é parte de
  - Mudanças Climáticas
  - Desertificação
  - Espécies Ameaçadas
  - Despejos Marítimos
  - Proteção da Camada de Ozono
- assinou mas não ratificou
  - Biodiversidade

## Outros dados
Recursos naturais - petróleo, gás natural, minério de ferro, metais não-ferrosos, alumina
Uso da terra
- terra arável - 20%
- cultivo permanente - 5%
- pastagens permanentes - 25%
- florestas - 11%
- outros - 39% (estimativa de 1993)

Terra irrigada 10 000 km² (est. 1993)